# جامعة ولاية فلوريدا كلية الطب
جامعة ولاية فلوريدا كلية الطب (بالإنجليزية: Florida State University College of Medicine)‏ هي إحدى الكليات لتدريس الطب في الولايات المتحدة الأمريكية. تقع في مدينة تالاهاسي في ولاية فلوريدا الأمريكية. نوع الشهادة الطبية التي يتم تحصيلها هناك هي دكتور في الطب, تقوم الكلية أيضاً بأعطاء شهاده .Ph.D في علوم الطب الكيميائي